# Llista d'asteroides/164501-164600
| Nom             | Designació provisional | Data de descobriment   | Lloc de descobriment | Descobridor/s                                          |
| --------------- | ---------------------- | ---------------------- | -------------------- | ------------------------------------------------------ |
| 164501 -        | 2006 GK35              | 7 d'abril de 2006      | Catalina             | CSS                                                    |
| 164502 -        | 2006 GM35              | 7 d'abril de 2006      | Catalina             | CSS                                                    |
| 164503 -        | 2006 GY38              | 7 d'abril de 2006      | Socorro              | LINEAR                                                 |
| 164504 -        | 2006 GT41              | 7 d'abril de 2006      | Anderson Mesa        | LONEOS                                                 |
| 164505 -        | 2006 GP44              | 2 d'abril de 2006      | Mount Lemmon         | Mount Lemmon Survey                                    |
| 164506 -        | 2006 GO45              | 7 d'abril de 2006      | Socorro              | LINEAR                                                 |
| 164507 -        | 2006 GU45              | 8 d'abril de 2006      | Kitt Peak            | Spacewatch                                             |
| 164508 -        | 2006 GH51              | 5 d'abril de 2006      | Siding Spring        | SSS                                                    |
| 164509 -        | 2006 GH53              | 2 d'abril de 2006      | Catalina             | CSS                                                    |
| 164510 -        | 2006 GB54              | 2 d'abril de 2006      | Mount Lemmon         | Mount Lemmon Survey                                    |
| 164511 -        | 2006 HO1               | 18 d'abril de 2006     | Catalina             | CSS                                                    |
| 164512 -        | 2006 HG2               | 18 d'abril de 2006     | Palomar              | NEAT                                                   |
| 164513 -        | 2006 HT7               | 19 d'abril de 2006     | Palomar              | NEAT                                                   |
| 164514 -        | 2006 HS10              | 19 d'abril de 2006     | Kitt Peak            | Spacewatch                                             |
| 164515 -        | 2006 HR13              | 19 d'abril de 2006     | Anderson Mesa        | LONEOS                                                 |
| 164516 -        | 2006 HT13              | 19 d'abril de 2006     | Palomar              | NEAT                                                   |
| 164517 -        | 2006 HZ16              | 20 d'abril de 2006     | Kitt Peak            | Spacewatch                                             |
| 164518 Patoche  | 2006 HN18              | 19 d'abril de 2006     | Saint-Sulpice        | B. Christophe                                          |
| 164519 -        | 2006 HP24              | 20 d'abril de 2006     | Kitt Peak            | Spacewatch                                             |
| 164520 -        | 2006 HX28              | 21 d'abril de 2006     | Catalina             | CSS                                                    |
| 164521 -        | 2006 HC36              | 20 d'abril de 2006     | Kitt Peak            | Spacewatch                                             |
| 164522 -        | 2006 HU43              | 24 d'abril de 2006     | Mount Lemmon         | Mount Lemmon Survey                                    |
| 164523 -        | 2006 HF47              | 21 d'abril de 2006     | Catalina             | CSS                                                    |
| 164524 -        | 2006 HR60              | 27 d'abril de 2006     | Socorro              | LINEAR                                                 |
| 164525 -        | 2006 HF63              | 24 d'abril de 2006     | Kitt Peak            | Spacewatch                                             |
| 164526 -        | 2006 HA64              | 24 d'abril de 2006     | Kitt Peak            | Spacewatch                                             |
| 164527 -        | 2006 HT65              | 24 d'abril de 2006     | Kitt Peak            | Spacewatch                                             |
| 164528 -        | 2006 HB69              | 24 d'abril de 2006     | Mount Lemmon         | Mount Lemmon Survey                                    |
| 164529 -        | 2006 HS86              | 28 d'abril de 2006     | Socorro              | LINEAR                                                 |
| 164530 -        | 2006 HO89              | 21 d'abril de 2006     | Catalina             | CSS                                                    |
| 164531 -        | 2006 HX94              | 30 d'abril de 2006     | Kitt Peak            | Spacewatch                                             |
| 164532 -        | 2006 HD97              | 30 d'abril de 2006     | Kitt Peak            | Spacewatch                                             |
| 164533 -        | 2006 HK99              | 30 d'abril de 2006     | Kitt Peak            | Spacewatch                                             |
| 164534 -        | 2006 HJ110             | 26 d'abril de 2006     | Socorro              | LINEAR                                                 |
| 164535 -        | 2006 HA128             | 25 d'abril de 2006     | Palomar              | NEAT                                                   |
| 164536 -        | 2006 HF150             | 27 d'abril de 2006     | Cerro Tololo         | M. W. Buie                                             |
| 164537 -        | 2006 JF5               | 3 de maig de 2006      | Mount Lemmon         | Mount Lemmon Survey                                    |
| 164538 -        | 2006 JC6               | 2 de maig de 2006      | Nyukasa              | Nyukasa                                                |
| 164539 -        | 2006 JQ8               | 1 de maig de 2006      | Kitt Peak            | Spacewatch                                             |
| 164540 -        | 2006 JR8               | 1 de maig de 2006      | Kitt Peak            | Spacewatch                                             |
| 164541 -        | 2006 JR10              | 1 de maig de 2006      | Kitt Peak            | Spacewatch                                             |
| 164542 -        | 2006 JO15              | 2 de maig de 2006      | Mount Lemmon         | Mount Lemmon Survey                                    |
| 164543 -        | 2006 JK19              | 2 de maig de 2006      | Mount Lemmon         | Mount Lemmon Survey                                    |
| 164544 -        | 2006 JU29              | 3 de maig de 2006      | Kitt Peak            | Spacewatch                                             |
| 164545 -        | 2006 JU30              | 3 de maig de 2006      | Mount Lemmon         | Mount Lemmon Survey                                    |
| 164546 -        | 2006 JY39              | 6 de maig de 2006      | Mount Lemmon         | Mount Lemmon Survey                                    |
| 164547 -        | 2006 JY43              | 6 de maig de 2006      | Kitt Peak            | Spacewatch                                             |
| 164548 -        | 2006 JC48              | 5 de maig de 2006      | Anderson Mesa        | LONEOS                                                 |
| 164549 -        | 2006 JE58              | 6 de maig de 2006      | Siding Spring        | SSS                                                    |
| 164550 -        | 2006 KP                | 17 de maig de 2006     | Palomar              | NEAT                                                   |
| 164551 -        | 2006 KM1               | 19 de maig de 2006     | Reedy Creek          | J. Broughton                                           |
| 164552 -        | 2006 KJ6               | 19 de maig de 2006     | Mount Lemmon         | Mount Lemmon Survey                                    |
| 164553 -        | 2006 KW7               | 19 de maig de 2006     | Mount Lemmon         | Mount Lemmon Survey                                    |
| 164554 -        | 2006 KU9               | 19 de maig de 2006     | Catalina             | CSS                                                    |
| 164555 -        | 2006 KZ16              | 20 de maig de 2006     | Catalina             | CSS                                                    |
| 164556 -        | 2006 KN17              | 20 de maig de 2006     | Palomar              | NEAT                                                   |
| 164557 -        | 2006 KQ22              | 20 de maig de 2006     | Catalina             | CSS                                                    |
| 164558 -        | 2006 KA27              | 20 de maig de 2006     | Catalina             | CSS                                                    |
| 164559 -        | 2006 KJ42              | 20 de maig de 2006     | Kitt Peak            | Spacewatch                                             |
| 164560 -        | 2006 KW45              | 21 de maig de 2006     | Mount Lemmon         | Mount Lemmon Survey                                    |
| 164561 -        | 2006 KZ47              | 21 de maig de 2006     | Kitt Peak            | Spacewatch                                             |
| 164562 -        | 2006 KB50              | 21 de maig de 2006     | Kitt Peak            | Spacewatch                                             |
| 164563 -        | 2006 KO52              | 21 de maig de 2006     | Kitt Peak            | Spacewatch                                             |
| 164564 -        | 2006 KY52              | 21 de maig de 2006     | Kitt Peak            | Spacewatch                                             |
| 164565 -        | 2006 KE59              | 22 de maig de 2006     | Kitt Peak            | Spacewatch                                             |
| 164566 -        | 2006 KL68              | 20 de maig de 2006     | Mount Lemmon         | Mount Lemmon Survey                                    |
| 164567 -        | 2006 KL73              | 23 de maig de 2006     | Kitt Peak            | Spacewatch                                             |
| 164568 -        | 2006 KU82              | 19 de maig de 2006     | Mount Lemmon         | Mount Lemmon Survey                                    |
| 164569 -        | 2006 KX82              | 19 de maig de 2006     | Mount Lemmon         | Mount Lemmon Survey                                    |
| 164570 -        | 2006 KP91              | 25 de maig de 2006     | Kitt Peak            | Spacewatch                                             |
| 164571 -        | 2006 KB108             | 31 de maig de 2006     | Mount Lemmon         | Mount Lemmon Survey                                    |
| 164572 -        | 2006 KD122             | 24 de maig de 2006     | Palomar              | NEAT                                                   |
| 164573 -        | 2006 KK122             | 28 de maig de 2006     | Socorro              | LINEAR                                                 |
| 164574 -        | 2006 MQ4               | 17 de juny de 2006     | Kitt Peak            | Spacewatch                                             |
| 164575 -        | 2006 MF9               | 19 de juny de 2006     | Mount Lemmon         | Mount Lemmon Survey                                    |
| 164576 -        | 2006 SV28              | 17 de setembre de 2006 | Kitt Peak            | Spacewatch                                             |
| 164577 -        | 2006 SQ124             | 19 de setembre de 2006 | Catalina             | CSS                                                    |
| 164578 -        | 2006 SW159             | 23 de setembre de 2006 | Kitt Peak            | Spacewatch                                             |
| 164579 -        | 2006 SW353             | 30 de setembre de 2006 | Catalina             | CSS                                                    |
| 164580 -        | 2006 SN356             | 30 de setembre de 2006 | Catalina             | CSS                                                    |
| 164581 -        | 2006 TF47              | 12 d'octubre de 2006   | Kitt Peak            | Spacewatch                                             |
| 164582 -        | 2006 WU193             | 27 de novembre de 2006 | Mount Lemmon         | Mount Lemmon Survey                                    |
| 164583 -        | 2007 BO27              | 24 de gener de 2007    | Catalina             | CSS                                                    |
| 164584 -        | 2007 DG10              | 17 de febrer de 2007   | Kitt Peak            | Spacewatch                                             |
| 164585 -        | 2007 ND2               | 13 de juliol de 2007   | Marly                | P. Kocher                                              |
| 164586 Arlette  | 2007 NL4               | 14 de juliol de 2007   | Marly                | P. Kocher                                              |
| 164587 -        | 2007 OS                | 17 de juliol de 2007   | Chante-Perdrix       | Chante-Perdrix                                         |
| 164588 -        | 2007 PP                | 3 d'agost de 2007      | Eskridge             | Eskridge                                               |
| 164589 La Sagra | 2007 PC11              | 11 d'agost de 2007     | OAM                  | OAM                                                    |
| 164590 -        | 2007 PF25              | 11 d'agost de 2007     | Reedy Creek          | J. Broughton                                           |
| 164591 -        | 2569 P-L               | 24 de setembre de 1960 | Palomar              | C. J. van Houten, I. van Houten-Groeneveld, T. Gehrels |
| 164592 -        | 2761 P-L               | 24 de setembre de 1960 | Palomar              | C. J. van Houten, I. van Houten-Groeneveld, T. Gehrels |
| 164593 -        | 4114 P-L               | 24 de setembre de 1960 | Palomar              | C. J. van Houten, I. van Houten-Groeneveld, T. Gehrels |
| 164594 -        | 4144 P-L               | 24 de setembre de 1960 | Palomar              | C. J. van Houten, I. van Houten-Groeneveld, T. Gehrels |
| 164595 -        | 4791 P-L               | 24 de setembre de 1960 | Palomar              | C. J. van Houten, I. van Houten-Groeneveld, T. Gehrels |
| 164596 -        | 4802 P-L               | 24 de setembre de 1960 | Palomar              | C. J. van Houten, I. van Houten-Groeneveld, T. Gehrels |
| 164597 -        | 6025 P-L               | 24 de setembre de 1960 | Palomar              | C. J. van Houten, I. van Houten-Groeneveld, T. Gehrels |
| 164598 -        | 6252 P-L               | 24 de setembre de 1960 | Palomar              | C. J. van Houten, I. van Houten-Groeneveld, T. Gehrels |
| 164599 -        | 6366 P-L               | 24 de setembre de 1960 | Palomar              | C. J. van Houten, I. van Houten-Groeneveld, T. Gehrels |
| 164600 -        | 1060 T-2               | 29 de setembre de 1973 | Palomar              | C. J. van Houten, I. van Houten-Groeneveld, T. Gehrels |